# 双色蹄蝠
双色蹄蝠（学名：Hipposideros bicolor）为菊头蝠科蹄蝠属的动物。分布于台湾岛以及中国大陆的广西、广东、香港、云南、海南、福建、湖南等地，多生活于岩洞。该物种的模式产地在爪哇。
种名 bicolor 意为“二色的”。

## 亚种
- 双色蹄蝠印度亚种（学名：Hipposideros bicolor fulvus），Gray于1838年命名。分布于台湾岛等地。该物种的模式产地在印度。[2]
- 双色蹄蝠北部湾亚种（学名：Hipposideros bicolor gentilis），Andersen于1918年命名。在中国大陆，分布于广西、海南、广东、云南、湖南等地。该物种的模式产地在缅甸。[3]